# 자그레브 고고학 박물관
자그레브 고고학 박물관(크로아티아어: Arheološki muzej u Zagrebu)은 크로아티아 자그레브에 있는 고고학 박물관이다. 